# Le Cas Malaussène 2 : Terminus Malaussène
Le Cas Malaussène 2 : Terminus Malaussène est un roman policier de Daniel Pennac paru en 2023. Il s'agit du huitième et dernier tome de la Saga Malaussène. Il est la suite de Le Cas Malaussène 1 : Ils m'ont menti paru six ans plus tôt.

## Résumé
Georges Lapietà, ancien ministre, et son fils Tuc sont retenus captifs par une bande de malfrats commandée par un vieil homme se faisant appelé Pépère. Ils torturent le fils pour que son père leur dévoile de quoi faire chanter de hauts personnages français.
Le capitaine de police Adrien Titus ainsi que le juge d'instruction Talvern parviennent petit à petit à entraver les actions de la bande à Pépère. Tant et si bien que les captifs parviennent à s'échapper, le père indemne et le fils avec une oreille en moins, perdue lors d'une séance de torture.
Mais Pépère n'a pas dit son dernier mot et cherche à se venger.